# لانه (فیلم ۱۹۸۸)
«لانه» (انگلیسی: The Nest (1988 film)) فیلمی در ژانر ترسناک است که در سال ۱۹۸۸ منتشر شد. از بازیگران آن می‌توان به رابرت لانسینگ و لیسا لنگلوئیس اشاره کرد.